# لاري أومالي
لاري أومالي (بالإنجليزية: Larry O'Malley)‏ هو لاعب دوري الرغبي أسترالي، ولد في 1883 في جزيرة أيرلندا في جمهورية أيرلندا، وتوفي في 31 يوليو 1967 في بادينغتون ‏ في أستراليا.